# Кшечково-Нове-Бенькі
Кшечково-Нове-Бенькі (пол. Krzeczkowo-Nowe Bieńki) — село в Польщі, у гміні Чижев Високомазовецького повіту Підляського воєводства.
Населення — 97 осіб (2011).
У 1975-1998 роках село належало до Ломжинського воєводства.

## Демографія
Демографічна структура станом на 31 березня 2011 року:
|          | Загалом | Допрацездатний вік | Працездатний вік | Постпрацездатний вік |
| -------- | ------- | ------------------ | ---------------- | -------------------- |
| Чоловіки | 55      | 17                 | 28               | 10                   |
| Жінки    | 42      | 9                  | 21               | 12                   |
| Разом    | 97      | 26                 | 49               | 22                   |